# Ferdinand Hamer
Ferdinandus Hubertus Hamer C.I.C.M. (Nijmegen, 1840. augusztus 21. – To Tsjeng, 1900. július 23.; kínai neve pinjin átírásban: Hán Mòlǐ; magyar népszerű: Han Mo-li; hagyományos kínai: 韓默理; egyszerűsített kínai: 韩默理.) holland római katolikus hittérítő, a Kanszui (Délnyugat-mongóliai) apostoli vikariátus (mai nevén Szujjüani főegyházmegye) apostoli vikáriusa, püspöke, akit a bokszerlázadás idején öltek meg.

## Élete és munkássága

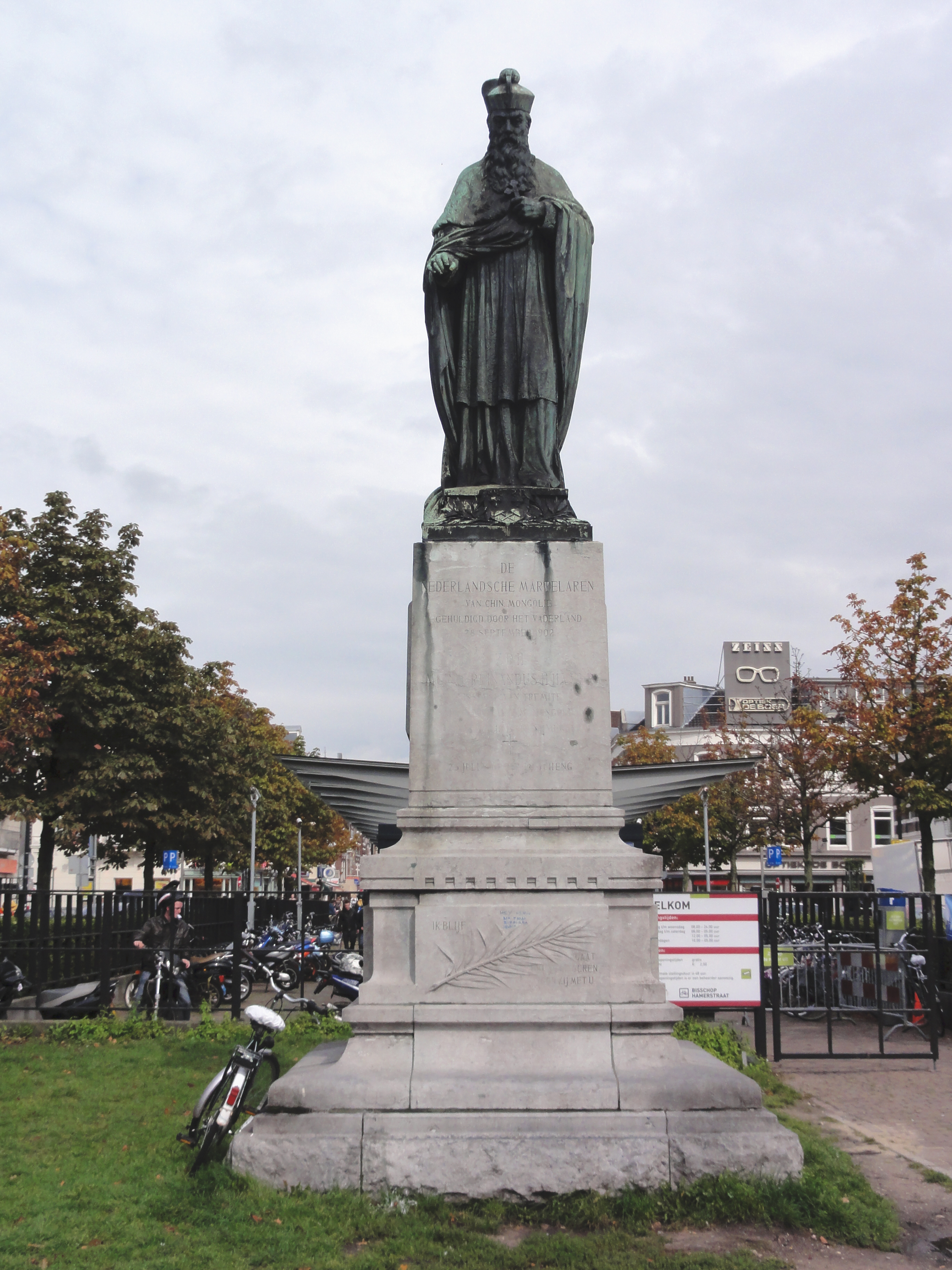
Ferdinand Hamer szobra szülővárosában, a hollandiai Nijmegenben

Ferdinand Hamer tagja volt a belga alapítású Mária Szeplőtelen Szívének Kongregációja azon ötfős csoportjának, akik missziós feladatra vállalkozva Belgiumból a kínai Belső-Mongóliába indultak 1875-ben. Három társa, köztük a gyülekezet vezetője, Theophile Verbist hamarosan elhunytak. Végül már csak Hamer maradt egyedül, aki néhány laikus testvért irányítva vezette a gyülekezetet. Miután alaposabban elsajátította a kínai nyelvet, hatékonyabban folytatta missziós tevékenységét, ő lett Kanszu tartomány második apostoli vikáriusa (püspöke).
1900 július–augusztusában, a bokszerlázadás idején a felkelők elérték és elfoglalták azokat a területeket, ahol Hamer püspök is tevékenykedett. Július 19-én bebörtönözték. Négy nappal később, július 23-án, miután megverték, megalázták, pamut ruháját oljjal itatták át, majd pedig fejjel lefelé egy vashorogra akasztva felgyújtották.

## Fordítás
- Ez a szócikk részben vagy egészben  a   Ferdinand Hamer című angol Wikipédia-szócikk ezen változatának fordításán alapul.  Az eredeti cikk szerkesztőit annak laptörténete sorolja fel. Ez a jelzés csupán a megfogalmazás eredetét és a szerzői jogokat jelzi, nem szolgál a cikkben szereplő információk forrásmegjelöléseként.